# Picot negre bec d'ivori
El picot negre bec d'ivori opicot de bec d'ivori (Campephilus principalis) és una espècie d'ocell de la família dels pícids. És considerada oficialment com en perill d'extinció i, de fet, fins al 2005 es considerava completament extingida. En els anys 2004 i 2005 es van produir albiraments de, almenys, un mascle a Arkansas, així com confirmacions a partir dels sons que fa l'au que són molt diferents dels quals fan altres membres de la família Picidae. A finals de setembre del 2021 el Fish and Wildlife Service dels Estats Units va proposar treure´l de la lista d´ocells amenaçats en considerar-lo extingit.
El picot de bec d'ivori mesura de 48 a 53 cm de longitud i pesa entre 450 i 570 g.